# Česká reformace

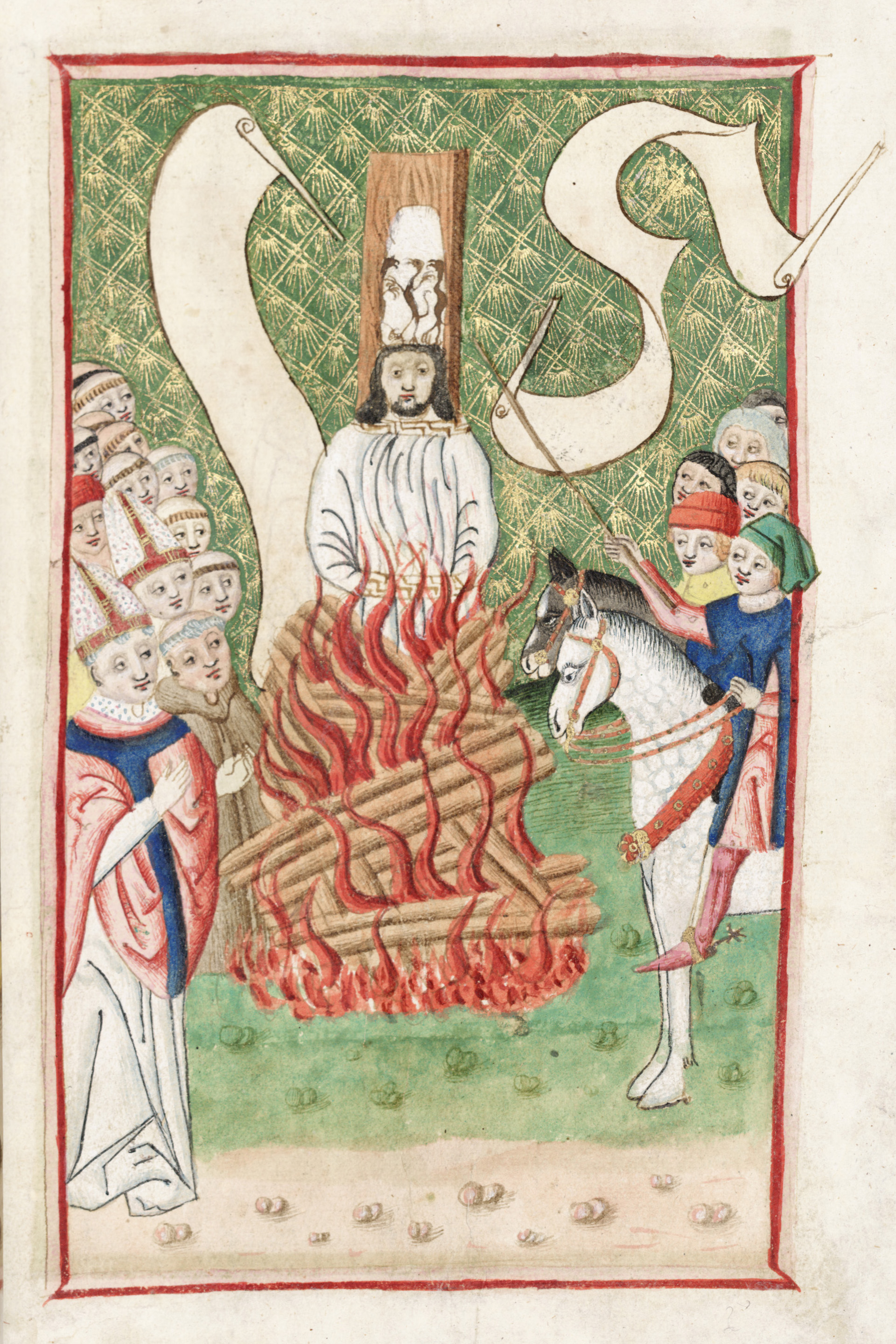
Upálení Jana Husa, Jenský kodex

Česká reformace je pojem označující svébytný reformační proud pozdního středověku a raného novověku zformovaný v Českém království. Během dvou staletí své existence nepředstavovala česká reformace jednolitý a neměnný celek. Ačkoli se ale štěpila do mnoha směrů (od konzervativců usilujících o setrvání v rámci římské církve až po radikálnější emancipované skupiny), její jednotlivé větve pojily společné věroučné prvky (přijímání pod obojí, důraz na Boží slovo kázané ve srozumitelném jazyce, zdůraznění bezprostředního vztahu člověka k Bohu, odpor ke světské okázalosti a bohatství církve). Pojem česká reformace v sobě zahrnuje především husitství a z něj vzešlou kališnickou (utrakvistickou) církev a jednotu bratrskou.
Společně s hnutím valdenských bývá označována jako první reformace, předcházející reformaci světové (protestantské). I přes vliv německé a švýcarské reformace na české prostředí, nedošlo k jejich splynutí s českou reformací, jež si udržela svůj vlastní vývoj až do potlačení povstání českých nekatolických stavů po roce 1620. Důsledky této porážky, zejm. konec náboženské svobody spojený s nucenou rekatolizací Čech i Moravy, potvrzené vestfálským mírem roku 1648, znamenaly konec české reformace jako samostatného reformačního proudu. Po vydání tolerančního patentu v roce 1781 k obnově svébytné české reformace nedošlo. Josef II. nerespektoval tradici české reformace a možnost přihlásit se k české konfesi nebyla vůbec nabídnuta. Císař v českých zemích nově trpěl pouze pravoslavné, luterány a kalvinisty, tedy konfese obvyklé v jiných částech jeho říše. Navzdory tomu, že česká reformace zůstala definitivně rozptýlena uvnitř protestantského světa, její tradice nezanikla. Dodnes se na ni odvolávají mnohé české i světové církve, jako např. Moravian Church (pokračovatelka rozptýlené Jednoty bratrské), Českobratrská církev evangelická, Církev československá husitská, Církev bratrská, baptisté aj.
Za přínos a jedinečný znak české reformace lze považovat na tehdejší dobu ojedinělý respekt vůči svědomí každého člověka, a to i člověka poddaného. Tato nevídaná tolerance byla alespoň zpočátku vynucena specifickými poměry v českých zemích, kdy po nerozhodném výsledku husitských válek nebyla žádná ze stran dostatečně silná na to, aby soupeře úplně porazila. Obě strany byly tedy v zájmu vlastního přežití, udržení míru a bezpečí nuceny nalézt způsob vzájemné koexistence. Z této nutnosti nakonec vzešla uvědomělá snaha o právní kodifikaci vzájemné tolerance a respektu ke svědomí druhé strany, k čemuž došlo kutnohorským náboženským mírem roku 1485. Ten se však týkal pouze soužití katolíků a utrakvistů, jiné náboženské skupiny si na zákonem povolenou existenci musely počkat až do vydání Rudolfova majestátu roku 1609.

## Dějiny

### Kazatelé nápravy

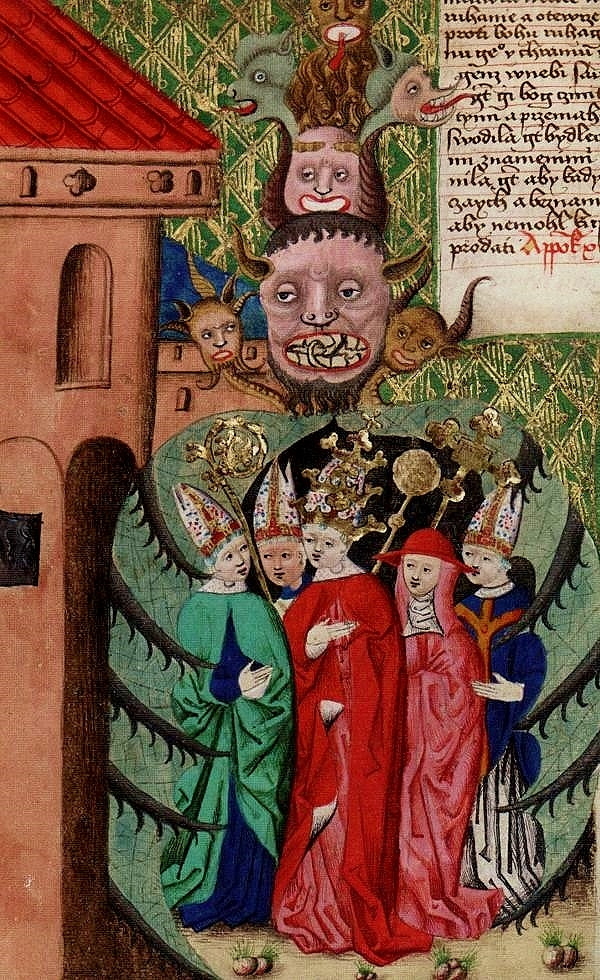
Představitelé rozmařilé církve ve spárech apokalyptické šelmy – Antikrista (iluminace z Jenského kodexu z konce 15. století)

Na konci 14. století se ukončoval dlouhodobý proces christianizace českého prostředí. Široké vrstvy obyvatel se začaly s křesťanstvím vnitřně identifikovat a víru začaly přijímat nejen jako soubor rituálů, nýbrž jako osobní potřebu a oporu pro orientaci v nejistém světě. V celé Evropě lze sledovat důraz na novou vnitřní, opravdovou individuální zbožnost (devotio moderna), charakterizovanou snahou o přiblížení Kristu, důrazem na vnitřní prožitek modlitby i bohoslužby, s menším zřetelem k oficiálním církevním strukturám. Laici stále častěji požadovali dobré kněze, kteří by byli schopni patřičně pečovat o jejich duchovní potřeby. Lidé konce 14. století si stále palčivěji uvědomovali křiklavé rozpory mezi učením evangelia a chmurnou realitou života tehdejších nositelů křesťanské zvěsti. Bohatá církev se zpronevěřila evangeliu a začala si libovat v přepychu a rozmařilosti, a tak se nutně ocitla ve spárech Antikrista. Okázalé církevní stavby, plné soch, obrazů a relikviářů, se stávaly dokladem zjevné pýchy a nestřídmosti kléru.
Neustále rostl počet far a kněží. Praha byla po Avignonu, Římu a Paříži městem s největší koncentrací duchovních v celém západním křesťanstvu. Blahobyt a různé společenské výhody lákaly do řad duchovenstva mnoho mladých mužů, pro které však kněžská služba neznamenala víc než slušný zdroj příjmů. V případě, že získali bohaté obročí, si pak mohli dovolit k výkonu vlastních kněžských povinností najímat náhradníky z řad nezajištěného duchovenstva (tzv. střídníky), čímž si zajišťovali bezstarostný život. Nejen, že tedy rozhodně nebylo uspokojivé chování valné části kléru, kritiku však také vyvolávaly nadměrné finanční požadavky papežské kurie, zatěžující české země neúnosným břemenem různých poplatků. Obraz úpadku církve byl dokonán, když v roce 1378 vypuklo papežské schisma. Rozpolcenou církev nyní vedli dva soupeřící papežové, kteří nad sebou navzájem vyhlašovali klatby. Tento neutěšený stav nebyl vyřešen ani pisánským koncilem, svolaným roku 1409, který jen přidal do hry papeže třetího, a na své řešení si musel počkat až do koncilu kostnického.
Mnozí kněží i laici se nechtěli smířit se zesvětštělou církví a volali po návratu k původnímu, opravdovému křesťanství. Náprava církve se ukazovala tím naléhavější, čím více společnost zabředala do různých projevů krize. Vyčerpávala se kdysi bohatá naleziště drahých kovů, morové epidemie drasticky snižovaly počet obyvatel, což v důsledku vedlo k oslabení ekonomiky. K hospodářským problémům se přidala politická nestabilita. Na nejvýznamnější evropské trůny usedli slabí panovníci (Václav IV. v říši a České koruně, Karel VI. ve Francii, Richard II. v Anglii) a kdysi mocná lucemburská dynastie se zmítala v nekončících vnitřních sporech, které oslabovaly nejen ji, ale i země, kterým vládla. Prudké spory mezi světskou a církevní mocí za vlády Václava IV. zas vedly jen k dalšímu podlamování autorit. Hospodářská deprese a narušení politické rovnováhy mezi panovníkem, šlechtou a církví pak v českých zemích vyvolaly rozsáhlou kriminální činnost.
V souladu s tradičním středověkým přístupem byla příčina krize spatřována v nepřízni Boží, způsobené opuštěním křesťanských ideálů, zejména pak morálním úpadkem církve, která se zpronevěřila evangeliu. Začali se objevovat reformní kazatelé žádající nápravu církve. Kázali veřejně z kostelních kazatelen a nestáli vně církve jako například valdenští. Usilovali o nápravu církve zevnitř, nikoli o její zboření. V první řadě měla být na základě Písma napravena právě církev, skrze kterou pak mohla být očištěna celá společnost.

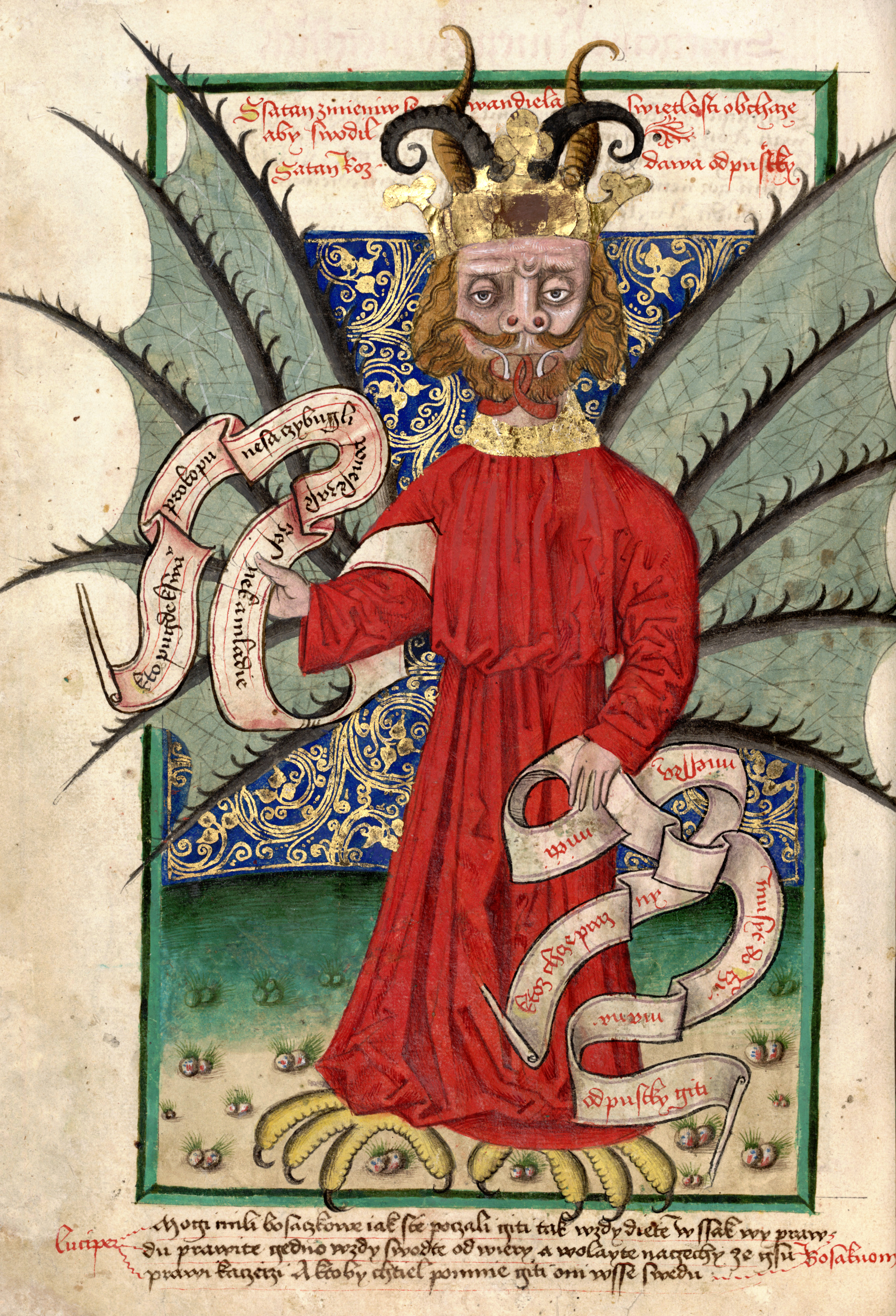
Satan prodává odpustky (iluminace z Jenského kodexu)

Karel IV. byl velkým podporovatelem církevních institucí, neboť jedině díky nim mohl existenčně zabezpečit stále rostoucí počet vzdělanců, kteří nejen dodávali lesk jeho dvoru, ale především měli nepostradatelnou úlohu ve správě říše i zemí České koruny. Přesto si uvědomoval nebezpečí zesvětštění církve, které kvůli jeho politice mohlo nastat. Sám pozval augustiniána Konráda Waldhausera z rakouského kláštera Waldhausen, aby v Praze kázal. Kázal německy a latinsky v kostele sv. Havla a v kostele Panny Marie před Týnem. Napadal zejména svatokupectví, přepych měšťanů i rozmařilost duchovenstva. Ohlas jeho kázání ukazuje připravenost pražského prostředí pro reformní myšlenky. Odpor však jeho slova vyvolala zejména u žebravých řádů. Následnou žalobu urovnal Arnošt z Pardubic v Konrádův prospěch, takže mohl nerušeně kázat až do své smrti v roce 1369. Jen tři měsíce po Waldhauserově vystoupení opustil královskou kancelář Jan Milíč z Kroměříže, aby zanedlouho zahájil svou vlastní kazatelskou činnost. Jednalo se o jeho soukromé vystoupení, podpořené snad pražským arcibiskupem, neboť Milíč pak kázal ve staroměstském kostele sv. Jiljí, jehož kapitula i všechen klérus podléhal přímo arcibiskupovi. Samotný císař, který sice dal k reformní kazatelské činnosti prvotní popud, ale dále do reformního hnutí příliš nezasahoval, zůstal Milíčovi příznivě nakloněn, přestože ho jednou Milíč veřejně označil za Antikrista. Kazatelská činnost Milíče záhy uvrhla do podezření z kacířství, z něhož se musel zodpovídat v Avignonu, kde také v roce 1374 zemřel.
Milíč z Kroměříže měl velký vliv na jihočeského vladyku Tomáše ze Štítného. Tomáš v mládí studoval na pražské univerzitě, avšak bez získání akademické hodnosti. Velmi se mu líbila kázání Konráda Waldhausera a Milíče z Kroměříže. Rozhodl se, že v rámci svých možností bude následovat Milíčův příklad, sám o sobě napsal, že byl jeho duchovním dítětem. Protože byl pouhým laikem, nemohl kázat. Proto začal šířit reformní názory písmem, česky, v jazyce srozumitelném většině obyvatel království. Po smrti své manželky žil trvale v Praze (po roce 1381) a v závěru svého života bydlel v domě sousedícím s Betlémskou kaplí.
Pro ranou českou reformaci byl velmi důležitou postavou mistr Matěj z Janova, kněz vystudovaný v Paříži. Ze studií v cizině se vrátil roku 1381 a posléze kázal u sv. Mikuláše a u sv. Víta v Praze. Napsal základní knihu českého reformačního hnutí Regulae Veteris et Novi testamenti (Pravidla Starého a Nového zákona). V tomto latinském spise názorně vysvětlil rozdíl mezi novozákonním křesťanstvím a praxí soudobé pokleslé církve. Proti vnějškovosti a formálnosti zdůrazňoval niternost. Daleko více než na obřady kladl důraz na zbožný život, pokoru a křesťanskou lásku. Podobně jako Viklef soudil, že soudobá církev, reprezentovaná dvěma papeži a kardinálskými sbory, nemůže být pravou církví Kristovou. Členy pravé Kristovy církve jsou podle Matěje z Janova pouze opravdoví následovníci Krista. Jedinou naprosto spolehlivou autoritou ve věcech víry pro něj byla Bible. Zemřel v poměrně mladém věku roku 1394.
K úsilí napravit církev přispívalo též šíření znalosti Bible. Kolem poloviny 14. století vznikl první kompletní překlad Bible do češtiny. Čeština se tak stala po francouzštině a italštině dalším evropským živým jazykem, do nějž byla Bible přeložena.

### Univerzitní reformní proud
Zásadní vliv na rodící se českou reformaci měla nově založená pražská univerzita. Právě v reformním programu pražských univerzitních teologů a intelektuálů, sahajícím svými počátky do konce 70. let 14. století, lze spatřovat vedle již zmíněné kazatelské činnosti vlastní kořeny české reformace. Tento reformní okruh sedmdesátých až devadesátých let 14. století byl reprezentován především teology ze tří, pro Husovy stoupence jasně „německých“, univerzitních národů. Husův český národ a tyto ostatní národy po roce 1402 rozeštval otevřený boj o Viklefa, v němž se střetli „němečtí“ zastánci filozofického nominalismu a „čeští“ zastánci Viklefova realismu. Proto se později na tento reformní proud Hus záměrně neodvolával a za své reformní předchůdce označoval jen české univerzitní mistry, jako např. Vojtěcha Raňkova z Ježova, Mikuláše Bicepse nebo Štěpána z Kolína. Přesto však měl Husův reformní okruh s touto dřívější reformní skupinou mnoho společného.
Univerzitní reformní proud, jehož představiteli byli např. Jindřich Totting z Oyty, Konrád ze Soltau, Matouš z Krakova, Jan Marienwerder, Jindřich z Bitterfeldu či Mikuláš Magni z Jawora, byl především v 80. letech naplněn nesmlouvavou kritikou života soudobé církve, prodchnutou myšlenkami raného konciliarismu. Tato kritika však nesměřovala k požadavku chudé církve, návratu k prvotní církvi či k veřejnému trestání hříchů. Místo změny systému usilovala o nápravu a kvalitní vyučování nedostatečně vzdělaných kněží. K jejich povznesení psali nejrůznější příručky a návody, aby mohli obstojně plnit úlohu duchovních pastýřů. Takto reformované kněžstvo pak mohlo být zdrojem vnitřní reformy celé církve i křesťanské společnosti.
V duchu nové zbožnosti (devotio moderna) začali mnozí reformně uvažující teologové, zejména Jindřich z Bitterfeldu a Matouš z Krakova, prosazovat časté, či dokonce každodenní přijímání svátosti oltářní k duchovnímu prospěchu zbožných laiků, připodobněných tímto způsobem duchovním a posílených tak na vlastní cestě spasení. Otázka eucharistie se tak začala stávat středobodem české reformace.
Časté přijímání se původně setkalo s nedůvěrou církevních hodnostářů pražské arcidiecéze. Synoda z 19. října 1388 ustanovila, že žádný laik nesmí přijímat častěji než jednou za měsíc. Matěj z Janova byl na synodě o rok později donucen v rámci odvolání svých nepravověrných tezí prohlásit, že laici nemají být povzbuzováni k tomu, aby denně přijímali svátost oltářní. Synoda z 16. června 1391 však nakonec vyšla vstříc přání zbožných laiků a dovolila, že vyzpovídaní kajícníci smějí přijímat eucharistii, kdykoli budou chtít.

### Reforma českých mistrů a Jan Hus

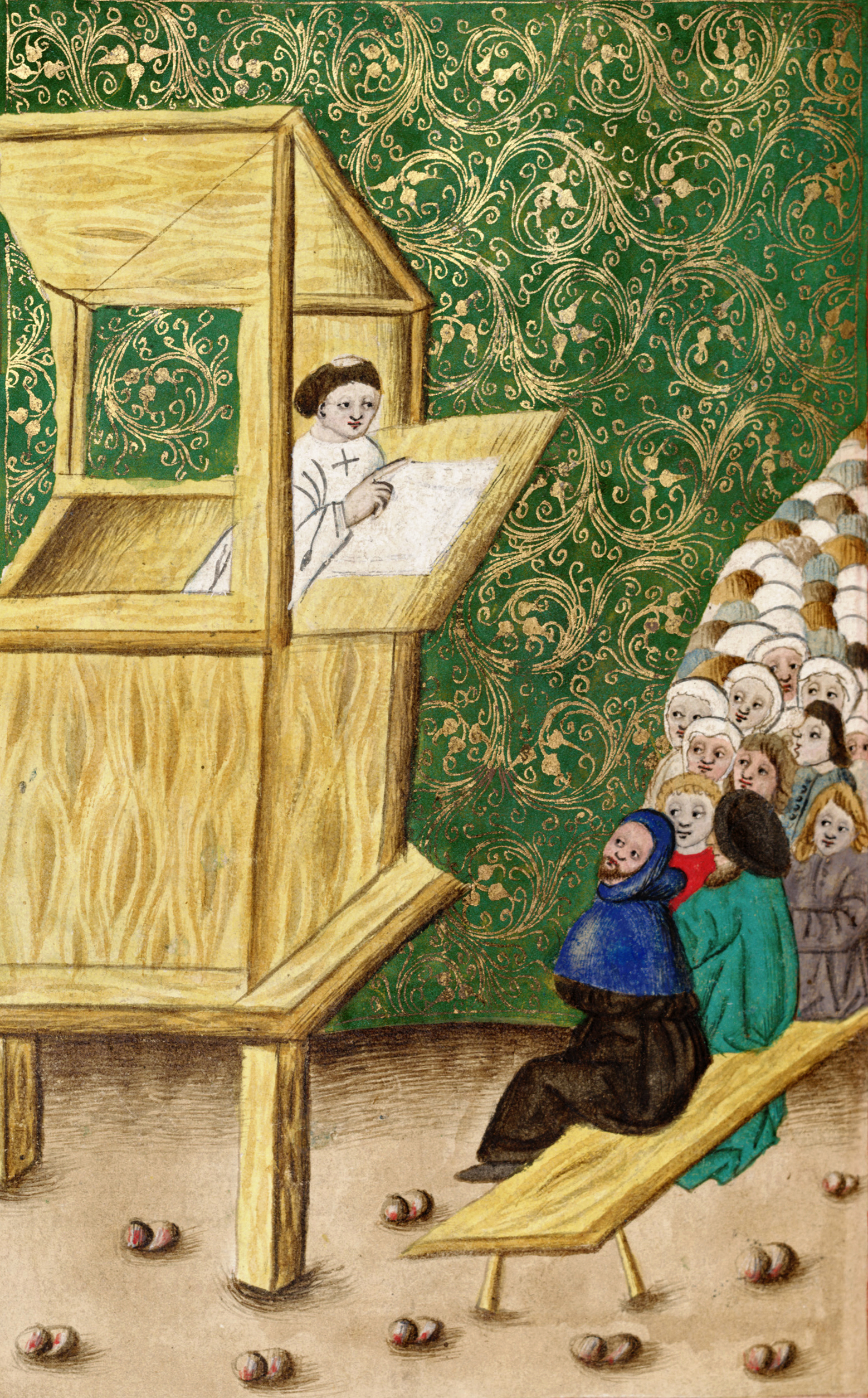
Jan Hus na kazatelně v Jenském kodexu

Od 90. let 14. století sílil na univerzitě vliv českého národa, který byl z dříve jednotného univerzitního těla stále více vyčleňován štědrou mecenášskou podporou členů královského dvora i pražského měšťanstva. Na počátku 15. století se starší univerzitní reformní proud nově nastupující generačně semknuté skupině mistrů českého univerzitního národa příliš neotevřel a neměl vůli s ní hledat společnou řeč. Mladí čeští reformisté, mezi nimiž zpočátku hráli klíčovou roli profesoři teologické fakulty Štěpán z Pálče a Stanislav ze Znojma, vystoupili se staronovým programem kritiky zesvětštělého života kléru. Vedle praktické kritiky však kladli velký důraz i na filozofické spekulace, které stále častěji promítali do dalších otázek.
Českým reformistům se stala vzorem náboženského života prvotní církev. Začali proto od prvních let 15. století usilovat o její napodobení. Aby se tohoto cíle dosáhlo, musela být soudobá církev očištěna od nehodných kněží. Původně toho chtěli dosáhnout zásahem vrchní církevní moci, ale po vyostření vztahů s arcibiskupem Zbyňkem Zajícem z Házmburka začali více spoléhat na světskou moc, reprezentovanou proreformně naladěným dvorem Václava IV. V tom, jak nápravu církve a potažmo celé křesťanské společnosti v praxi uskutečnit, byla Husova skupina vědomě ovlivněna filozoficko-teologickými názory anglického teologa Jana Viklefa. Podle něj církvi mohou v navrácení k jejímu původnímu pastýřskému poslání pomoci světští páni, kteří by vyvlastnili církevní majetky a odřízli by ji od zásahů do světských záležitostí. Těmito názory si Husova skupina získávala oblibu i mezi aristokracií. Jejich reforma tak byla úzce spojena se světskou mocí.
Viklefovy spisy a jejich znalost začaly do pražského univerzitního prostředí pronikat už v 70. letech 14. století. K jejich recepci a mnohostrannému domýšlení pro praktický náboženský i politický život však došlo až v době Husovy generace na počátku 15. století. Pro české mistry se tehdy Viklef stal společně se svatým Augustinem nejuznávanější autoritou. Obdiv k Viklefovi byl mezi nimi takový, že si odmítali připustit, že v teologické rovině jeho názory mnohdy odporují učení obecné církve a že jejich aplikace by mohla mít nedozírné následky. Projevilo se to například na případu Viklefem hlásané remanence, s níž se nebyli ochotni plně ztotožnit ani Hus, ani Páleč, ani Stanislav ze Znojma. Na druhou stranu lavírovali, nedokázali zaujmout jasné pravověrné stanovisko a zdráhali se připustit, že se Viklef mýlí.
Na pražské univerzitě se v prvních letech 15. století odehrávaly zápasy o Viklefovo učení. V čele jeho zastánců stál mistr Jan Hus, který přijal většinu Viklefových názorů. Hus by bez Viklefa nedospěl ke své myšlenkové zralosti a Viklef by bez Husa nedosáhl svého evropského významu.
Roku 1402 se stal Jan Hus správcem pražské Betlémské kaple a jejím kazatelem. V jeho osobě se tak prolnuly dva dosavadní směry raných snah o církevní reformu – teoretizující univerzitní směr a k vnitřní zbožnosti podněcující kazatelský proud, oslovující širší lidové vrstvy. Díky Betlémské kapli, která pojala až tři tisíce posluchačů, mohl Hus šířit reformní myšlenky mezi široké vrstvy obyvatel. Reforma církve tak přestala být pouze tématem uzavřených univerzitních disputací, ale získala široký společenský ohlas.
Jan Hus a jeho stoupenci se velice skepticky stavěli k tehdy živé ideji konciliarismu, která usilovala o odstranění papežského schizmatu a o nápravu církve shora, prostřednictvím sboru kardinálů a teologů. V Husových očích byl totiž kardinálský sbor nositelem stejné zkaženosti jako samo papežství, a nemohl tedy církev snadno očistit.
Otázkou katechetizace nedovzdělaných farářů se Husova skupina původně příliš nezabývala. Žili pražskou univerzitou, univerzitními disputacemi, nejrůznějšími názorovými střety a stav církve na venkově jimi zůstal dlouho opomíjen. Situace se změnila, až když byl Hus v důsledku interdiktu nucen roku 1412 opustit Prahu a odejít na venkov. Tehdy si uvědomil jaká propast zeje mezi světem pražské univerzity a českým venkovem. Tehdy začal intenzivně psát v českém jazyce, a to zejména pro venkovské faráře, kteří, jak zjistil, často neovládali latinu natolik, aby mohli z latinských příruček čerpat.

### Husitství

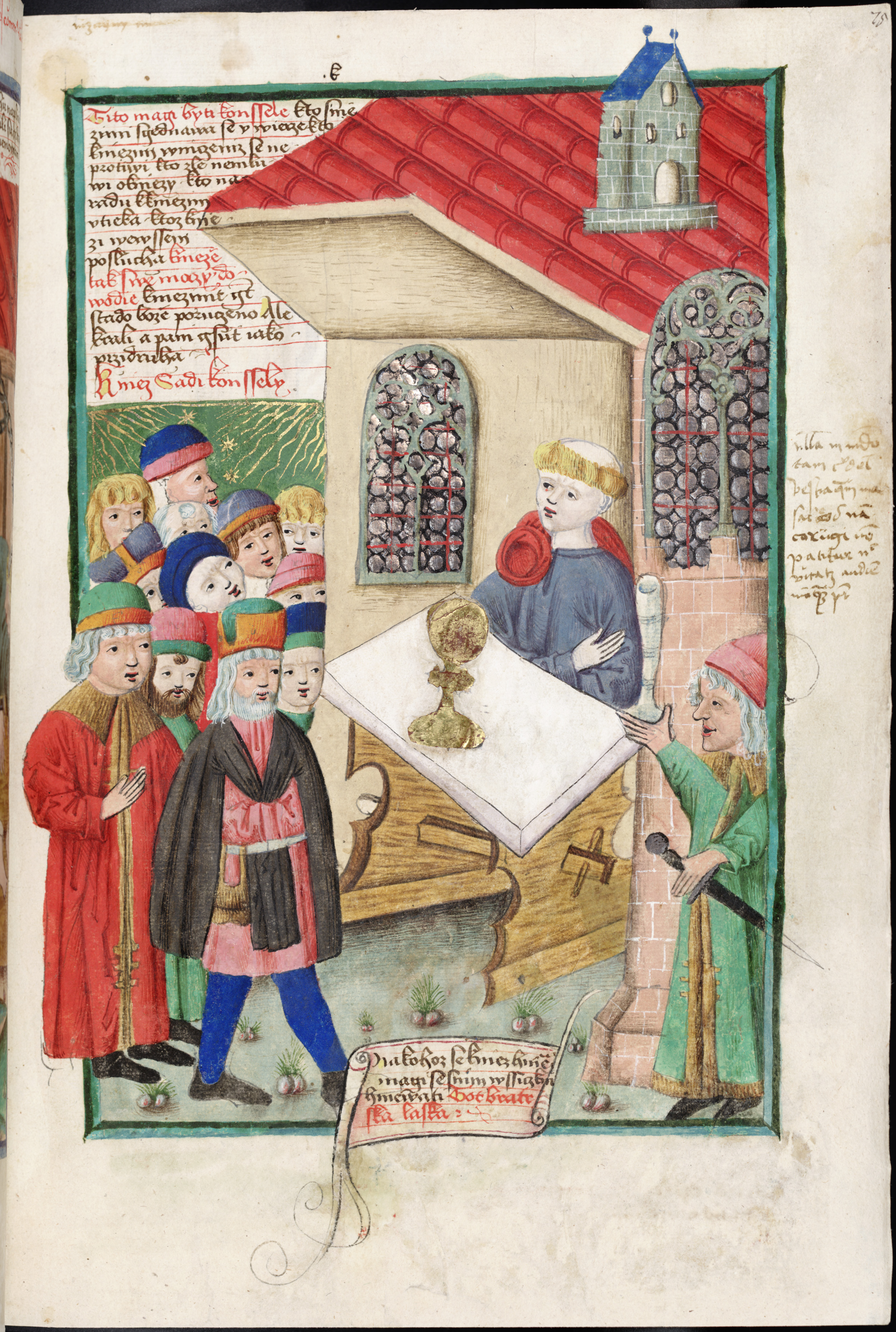
Přijímání pod obojí, Jenský kodex z 15. století

Husovo upálení v roce 1415 vedlo k zásadní radikalizaci teologických představ, která z české reformace učinila svébytný náboženský proud. Hlavním představitelem reformačního úsilí na pražské univerzitě se po Husově smrti stal mistr Jakoubek ze Stříbra. V té době se zrodila nečekaná solidarita mezi husity a valdenskými. Valdenští totiž byli podobně jako Hus pronásledováni kvůli tomu, že se nepodřídili církevní autoritě. Jestliže mohl být v právu Hus, pak mohli být v právu i valdenští. Jakoubek proto odmítl rozlišovat herezi od ortodoxie podle vztahu k nejvyšším autoritám stávajícího křesťanstva. Měřítkem pravdy i bludu mělo být výlučně evangelium. Jakoubek se s valdenstvím seznámil nejspíše prostřednictvím z Drážďan vypuzených německých mistrů, kteří v roce 1411 našli útočiště v Praze. Drážďanští mistři, z nichž nejvýznamnější byli Petr Drážďanský, Fridrich Eppinge a Mikuláš z Drážďan, od českého univerzitního národa získali ke svému působení dům U Černé růže na Příkopě. Zejména názory Mikuláše z Drážďan se nápadně shodovaly s učením valdenských, ale také s názory Matěje z Janova. Mikuláš proti sobě stavěl církev prvotní a církev soudobou, kritizoval řeholní život, kněz podle něj měl být chudý, prostý, pokorný a trpělivý jako Kristus. Špatného kněze nepovažoval za kněze a mše svatokupců považoval za neplatné. Byl proti obrazům a jejich uctívání. Mikuláš popíral existenci očistce (Jakoubek proti němu existenci očistce hájil), modlitby za mrtvé i úctu ke svatým, odmítal přísahy, trest smrti i jakékoli prolévání krve, a tvrdil, že každý laik, dokonce i žena, může a má kázat.
V září 1415 se utvořil svaz husitské šlechty, který odmítl uznat kostnický verdikt nad Husem a slavnostně proti koncilu protestoval. Jakoubek této příležitosti pohotově využil k tomu, aby dal českému reformačnímu programu celonárodní rozměr. Počátkem roku 1417 univerzita poprvé vystoupila v roli rozhodčího ve věcech víry. Vyslovila se v tom smyslu, že církevní tradice, které přímo neodporují Bibli, mají být zachovány, včetně očistce, modliteb za mrtvé a obrazů v kostelech. Dne 10. března 1417 pak univerzitní mistři vyhlásili, že svátost oltářní pod obojí je užitečná k spasení a že se jí má každý přidržeti, neboť v ní je celost a plnost duchovního nasycení. Zároveň však dodali, že podle jejich víry celý Kristus jest pod jednú i druhú způsobú. Na rozdíl od osobního názoru Jakoubkova tak univerzita oficiálně netvrdila, že přijímání pod obojí je nutné ke spáse, pouze je silně doporučila. Dne 6. září 1417 se pak univerzita přiklonila k nauce, že církev je sborem všech předurčených, tedy k nauce odsouzené spolu s Viklefem a Husem v Kostnici, která mohla zpochybnit zažité uspořádání církve.

### Táborská obec
Táboři se zcela rozešli s představou jednoty s římskou církví. To se projevilo odporem vůči drahocenným mešním rouchům, oltářním textiliím, liturgii, misálům, užívání latiny a v nejkrajnější podobě tento odpor vyústil i v obrazoborectví. Táborští kněží rezignovali i na apoštolskou posloupnost.

### Utrakvistická církev

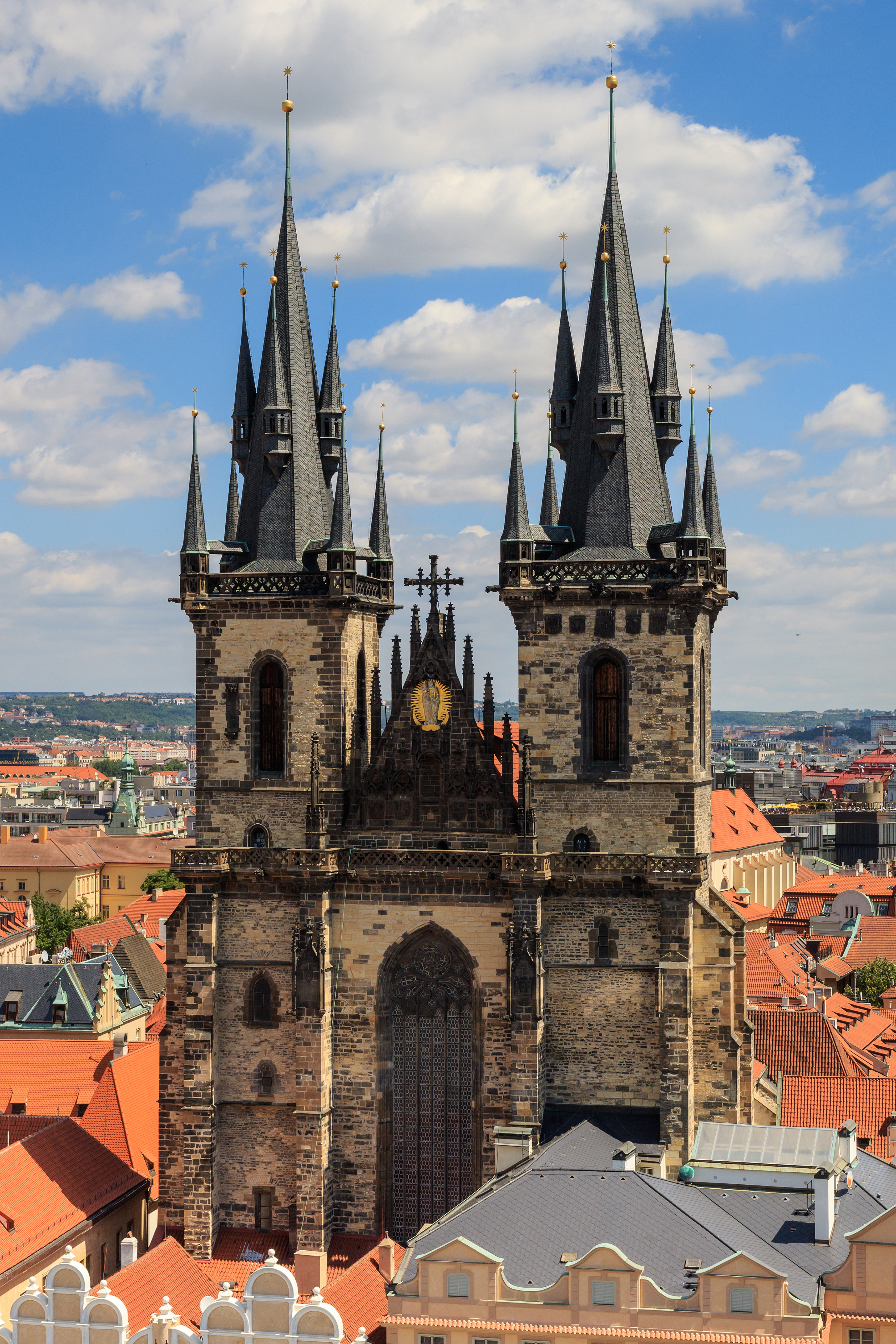
Hlavní utrakvistický kostel Panny Marie před Týnem v Praze

Jako utrakvistická církev (též kališnická či česká v protikladu k římské, nebo též církev podobojí) bývá označován církevní útvar, který vzešel z husitské revoluce a své postavení si zajišťoval kompromisními kompaktáty z roku 1436. Utrakvistická církev představovala od doby husitských válek až do porážky stavovského povstání, kdy po odchodu četných emigrantů splynula s římskokatolickou církví, hlavní a nejpočetnější náboženské uskupení v Čechách a na Moravě. Členové této církve byli běžně označováni jako Češi nebo Čechové, zatímco římští katolíci byli označováni jako Římané a členové jednoty bratrské jako bratří.
Utrakvisté zůstávali na střední cestě mezi římskou církví a Lutherovou reformací. Považovali se za správné katolíky a nehodlali se rozejít s církevní tradicí. Zachovávali tradiční strukturu mše (chápanou jako oběť) i liturgického roku. Věřili v reálnou přítomnost Krista v eucharistii, uznávali sedm svátostí, svátostné kněžstvo i apoštolskou posloupnost. Dokonce uznávali papeže jako patriarchu západního křesťanstva, tedy i české církve, od nějž díky apoštolské posloupnosti přechází pravomoc právoplatně světit kněze. Jeho učitelskou autoritu uznávali, pokud neodporovala Písmu. Jakékoli jurisdikční, administrativní a mocenské nároky papežství však zavrhovali.
Mezi základní odlišnosti utrakvistické církve od církve římské se řadilo laické přijímání pod obojí způsobou, dětské přijímaní svátosti oltářní (rovněž pod obojí), český zpěv při mši a svěcení památky Jana Husa, Jeronýma Pražského a dalších husitských mučedníků. Až do počátku 16. století však přežívaly u části utrakvistů také radikálnější názory, které kult svatých úplně odmítaly. Po vystoupení Martina Luthera se pak mnozí utrakvisté přiklonili k jeho učení. Hlavní proud církve však zůstal věrný odkazu české reformace 15. století, jak jej definovali teologové Jakoubek ze Stříbra, Jan Příbram a Jan Rokycana. Utrakvistická církev tak odmítala autoritářství římské církve na jedné straně, stejně jako radikalismus českých bratří a reformačních církví na straně druhé. S luterány nemohli souhlasit především v zásadách sola fide a sola scriptura, které pak vedly k dalším praktickým rozdílům. Utrakvisté tím zůstávali svébytným proudem uprostřed dobového náboženského spektra, podobně jako později vzniklá anglikánská církev.
Utrakvisté nezvrhli ideu jednotné církve reprezentované římským biskupem. Papeže nadále považovali za hlavu pozemské církve a byli ochotni se mu podřídit v některých otázkách za předpokladu uznání kompaktát. Ty však papež nikdy neschválil. Organizace správy utrakvistické církve odpovídala v kontinuitě na předhusitské období správě neobsazené pražské arcidiecéze. Po smrti Konráda z Vechty, který se jako právoplatný pražský arcibiskup přihlásil v roce 1421 k církvi podobojí, v roce 1431 utrakvistická církev neměla vlastního biskupa. Dalším pražským arcibiskupem byl sice zvolen utrakvista Jan Rokycana († 1471), ale jeho volbu nikdy neschválil papež a nezískal tak biskupské svěcení. V čele správy utrakvistické církve stál administrátor podobojí, jehož pomocným a poradním orgánem byla dolní konzistoř, která sídlila na Starém Městě pražském v Karlově koleji a byla činná v letech 1471–1621. Pevný řád konzistoři dal administrátor Václav Koranda v roce 1478. Tvořilo ji pak osm kněží a čtyři univerzitní mistři, kteří řídili utrakvistickou církev v Čechách prostřednictvím děkanátů, v jejich čele stáli děkani. Na Moravě se církev pomocí děkanátů uspořádat nepodařilo. Velice významnou úlohu v životě utrakvistické církve nadále hrála pražská univerzita, kolébka české reformace.
S trváním na církevní jednotě souviselo lpění utrakvistů na kněžském svěcení v apoštolské posloupnosti. Jelikož utrakvisté neměli vlastní biskupy, způsoboval tento požadavek zásadní problém při svěcení nových kněží. Nejčastěji byla uspořádána nákladná výprava svěcenců do Itálie, aby tam našli biskupa ochotného je i přes nesouhlas papeže vysvětit na kněze. V několika případech se vypravili i za biskupem arménské církve ve Lvově. Kromě toho několikrát získali v Itálii biskupa (Augustin Luciani, Filip de Villa Nova), který se uvolil žít v Čechách, světit zde utrakvistické kněze, ale jinak do chodu české církve nezasahovat. Po obnovení pražského arcibiskupství se doufalo, že by pražský arcibiskup mohl světit jak kněží pod jednou, tak kněží pod obojí. Nový arcibiskup Antonín Brus z Mohelnice ještě roku 1566 vysvětil utrakvistické kandidáty na kněžství. Dalším svěcením ze strany pražského ordináře zabránila neochota utrakvistů podřídit se jeho jurisdikční a administrativní autoritě, která pramenila z utrakvistického odporu k monarchistické církevní správě. Přesto pražský arcibiskup pro potřeby utrakvistické konzistoře nadále světil svaté oleje potřebné zejména při svátosti křtu. Světitele pro své kněze však utrakvisté museli hledat opět mimo Čechy.

### Jednota bratrská

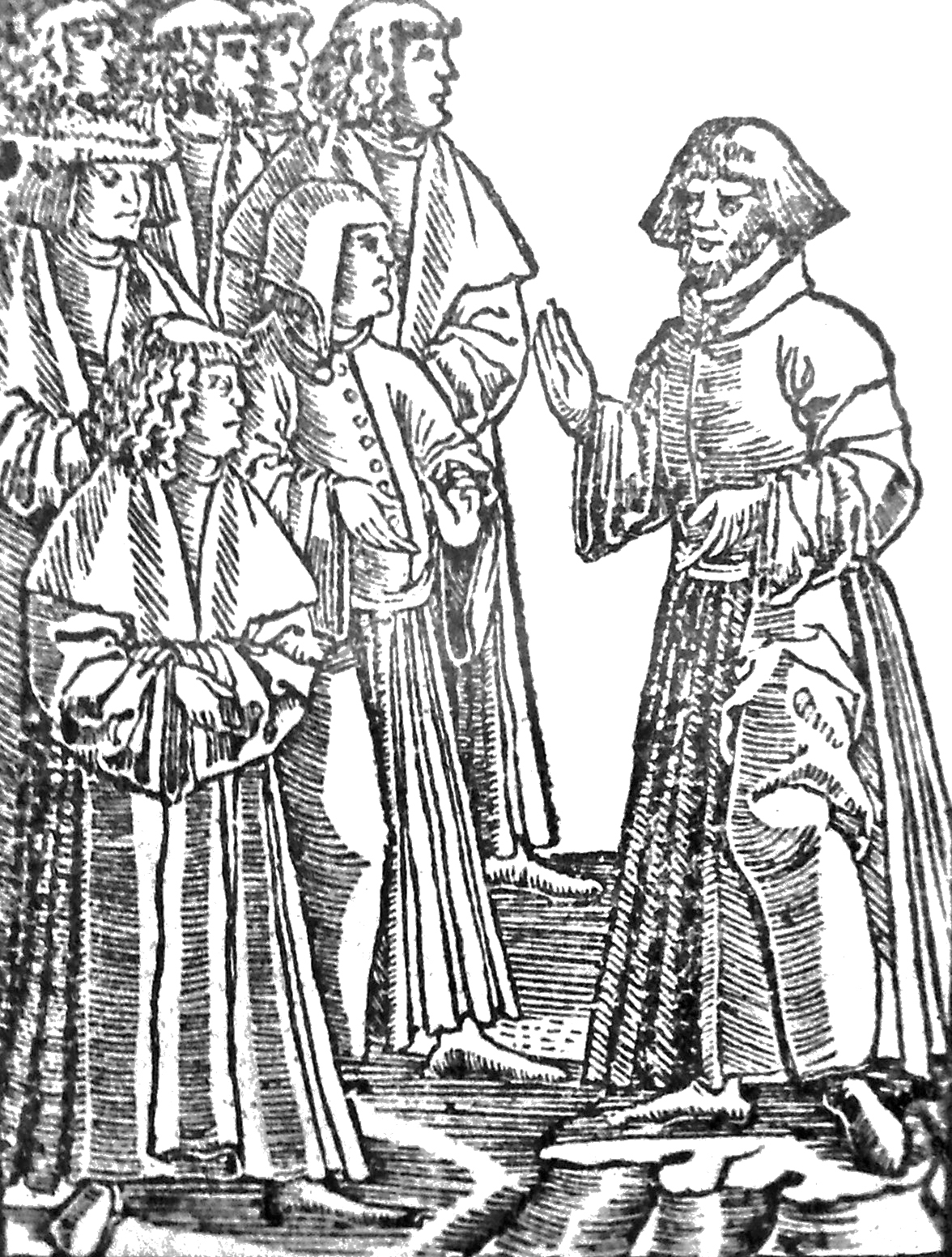
Petr Chelčický v rozhovoru s mistry pražské univerzity

Kolem roku 1460 se ve východních Čechách začali shromažďovat přívrženci myšlenek Petra Chelčického, který prosazoval princip nenásilí a rovnosti všech křesťanů i důsledný návrat k evangelické prostotě a biblickým pravdám. Podle Chelčického církev spojená s válčením a světskou mocí vůbec, ať již na katolické, nebo utrakvistické a táborské straně, není pravou církví. Pravá církev je totiž skrytá. V těchto obcích bratří a sester našli útočiště i pronásledované zbytky valdenských. První bratří vzali vážně biblický zákaz přísahy, takže až do roku 1490 nesměli zastávat světské úřady. Koncem 15. století se pod vlivem Lukáše Pražského uvolnila i přísná pravidla zakazující přijímání majetných a urozených zájemců a až do 30. let 16. století jejich členství omezovala. Bratří preferovali označení starší namísto slova kněz, jež jim implikovalo obětní chápání mše. Čeští bratři představovali výlučnou komunitu. Svůj způsob života brali jako osobní volbu a neupírali nárok na spásu těm, kdo žijí mimo Jednotu.
Především v první fázi své existence byla pronásledována královskými úřady i utrakvistickou církví. Nejznámějším zásahem proti jednotě bratrské byl svatojakubský mandát vydaný roku 1508 králem Vladislavem II. Jagellonským. Jednota bratrská byla legalizována až Majestátem Rudolfa II. v roce 1609. Její příslušníky pak těžce zasáhla pobělohorská rekatolizace, která znamenala odchod ze země nebo vynucenou změnu víry. Organizační struktura jednoty bratrské včetně biskupského úřadu pak přetrvávala pouze v exilu v některých protestantských zemích, zejména v polském Lešně. Čeští a moravští tajní nekatolíci vzdorující na počátku 18. století rekatolizačnímu tlaku si pak už uchovávali jen mlhavé vzpomínky na svůj náboženský původ. Chyběla jim pevná organizační struktura a náboženská tradice, předávána zejména ústně, byť s podporou ukrývaných a pašovaných knih, se především na venkově rozvíjela chaoticky. Styčné body jejich konfesijní identity představoval důraz na přijímání podobojí, odpor k uctívání světců, domácí pobožnosti, duchovní četba a zpěv.
Oproti jiným reformačním proudům byla Jednota bratrská značně tolerantní, což vyvěralo z toho, že se sama zrodila jako pronásledovaná skupinka odsuzovaná křesťanským mainstreamem. Ani v průběhu 16. století neměla ambice stát se vládnoucí konfesí. Bratrské vyznání víry zdůrazňovalo, že otázka nalezení vlastní životní cesty a její realizace v konkrétním církevním společenstvím je věcí výsostně individuální. Jednota bratrská se nepovažovala za jedinou správnou církev, jen za její část, a neupírala naději na spásu těm, kteří žili mimo ní.
Nejvyšším správním orgánem jednoty bratrské byla tzv. úzká rada, tvořená bratrskými biskupy a volenými spolustaršími. Ve správě jednoty zastávala podobnou funkci jako dolní konsistoř u utrakvistů nebo horní konsistoř u katolíků. Počet bratrských biskupů se postupně ustálil na čtyři. Biskupové vykonávali ordinace bratrských duchovních všech stupňů. Svou víru po vzoru augsburského vyznání víry formulovali ve vlastní bratrské konfesi, kterou roku 1535 předložili páni z řad jednoty bratrské králi Ferdinandovi I. K jejímu latinskému vydání z roku 1538 napsal předmluvu Martin Luther a toto vyznání se dočkalo mnoha dalších vydání a překladů.

### Luterství

Rozsíření proudů Reformace v polovině 16. století, husitství (hnědá), luteránství (tmavě modrá)

Lutherův výstup a roku 1521 předvolání před císaře, kde odmítl své výroky odvolat, byly záhy dávány do souvislostí s případem Jana Husa. Poprvé v souvislosti s Martinem Lutherem padlo Husovo jméno během Lutherovy slavné lipské disputace s jeho odpůrcem Johannesem Eckem v roce 1519. Ingolstadtský doktor Johannes Eck tehdy z Luthera vymámil ve spojení s odsouzením Jana Husa ze strany kostnického koncilu závažnou větu: „Také koncily se mohou mýlit.“ Luther tak poprvé veřejně vystoupil i proti autoritě a neomylnosti církevních koncilů.. Wormským ediktem byla na Luthera, jeho spisy a příznivce uvalena klatba, z níž ho na poslední chvíli zachránil Fridrich Moudrý. Luther pak působil v utajení pod ochranou na jeho sídle ve Wartburgu.
Luther stejně jako Hus požadoval, aby byly jeho názory vyvráceny důkazy z Bible. Oba odmítli příkaz slepé poslušnosti církevním autoritám. Luther ovšem při veřejném slyšení na říšském sněmu ve Wormsu roku 1521 působil mnohem sebevědoměji než Hus na kostnickém koncilu roku 1415. Na rozdíl od Husa, který se před koncilem jen bránil, Luther i útočil.
Utrakvismus byl v českých zemích po dlouhá desetiletí hlavním reformačním proudem. Na vedoucí pozici mu v 16. století začalo konkurovat nebo s ním splývat až ze Saska pramenící luteránství, které se za saskými hranicemi šířilo nejdříve v německojazyčných oblastech, kam česká reformace dosud nepronikla nebo se neprosadila. K této skutečnosti významně přispělo v roce 1515 zakoupení děčínského panství saskými luterány pány ze Salhausenu (například panství Česká Kamenice, panství Horní Libchava). V severních Čechách to byl dále luterský aristokrat Bohuslav Felix Hasištejnský z Lobkovic, který měl kontakty na založenou školu ve Wittenbergu, potom jáchymovský farář a absolvent univerzity ve Wittenbergu Johannes Mathesius a rodina Šliků, která držela panství Jáchymov. Farnosti v děkanátech Loket, Kadaň, Teplá i Cheb se staly baštami luteránství v Čechách.
Jako první moravské královské město přijala luterství Jihlava (roku 1522 příchod Lutherova přítele Paula Sperata), která i po odchodu Sperata zůstala jedním z nejdůležitějších center luteránů na Moravě. Záhy po Jihlavě přijala luterství velká moravská města jako Brno, Znojmo a Olomouc. U převážujícího německého obyvatelstva došlo k takové oblibě protestantismu, že byly římským katolíkům zabrány skoro všechny kostely (například ve Znojmě šlo o gotický farní kostel sv. Mikuláše). Luteráni byli oproti ostatním reformovaným církvím velmi aktivní v kulturní oblasti (specifická výzdoba a zařízení jejich kostelů a písemná kultura).

### Obnovená jednota bratrská – doba pobělohorská

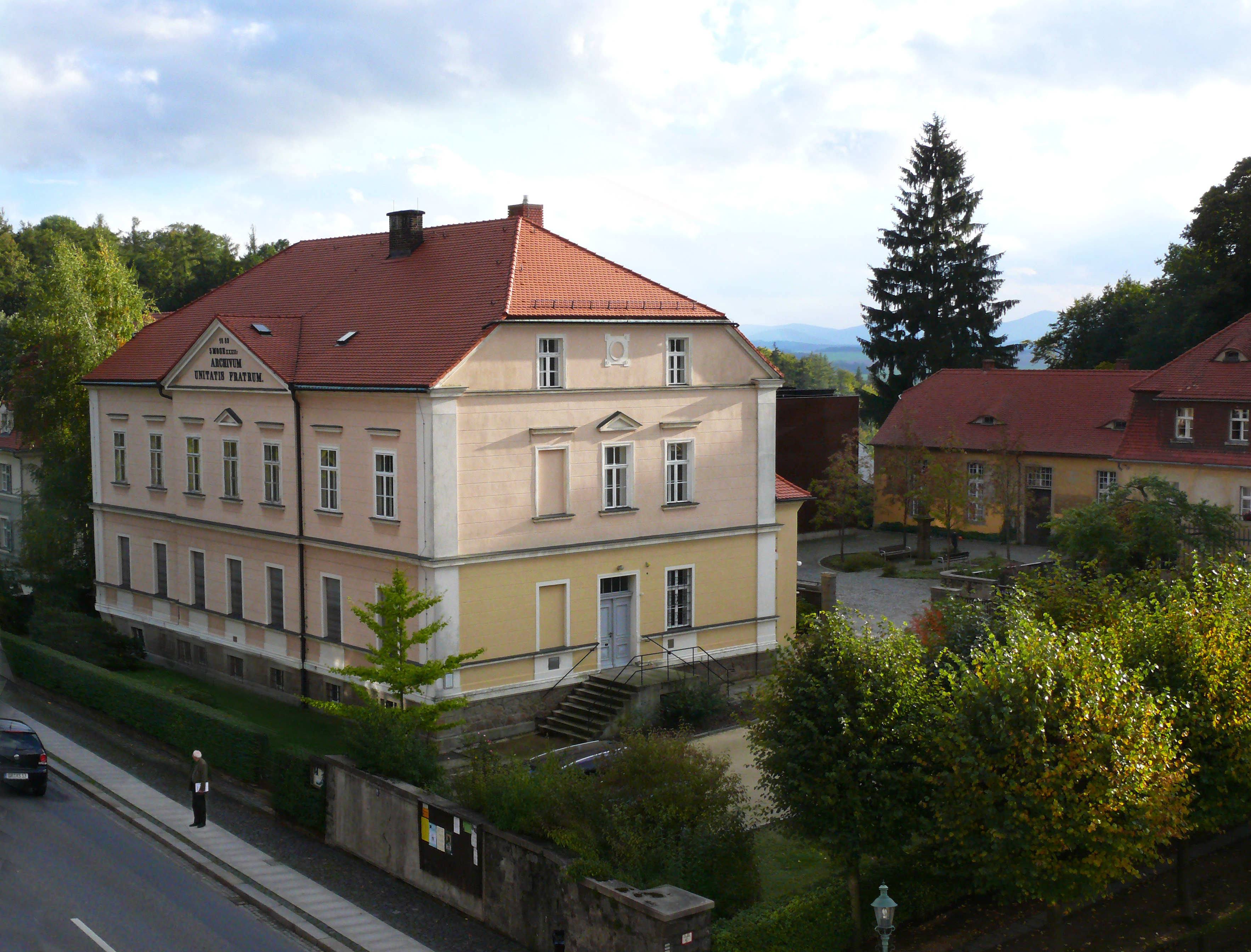
Pohled na Archiv moravských bratří v Herrnhutu

Vzpomínka na bratrské dědictví se zachovala i na severní Moravě, zejména v oblasti Kravařska, v okolí Fulneku nebo Suchdola nad Odrou. Nositelé bratrské tradice v této oblasti hovořili převážně německy. Už v době předbělohorské zde působily německé bratrské sbory (ve fulneckém sboru působil v letech 1616–18 Komenský, který věnoval severomoravským sborům ve Fulneku, Kerhaticích, Jestřábí, Kletné, Kujavech, Stachovicích, Hladkých Životicích a Suchodolu německy tištěný bratrský katechismus vytištěný v Amsterodamu v roce 1661). Na začátku 18. století zasáhl i severní Moravu německý pietismus, protestantské hnutí usilující o zniternění křesťanské zbožnosti.

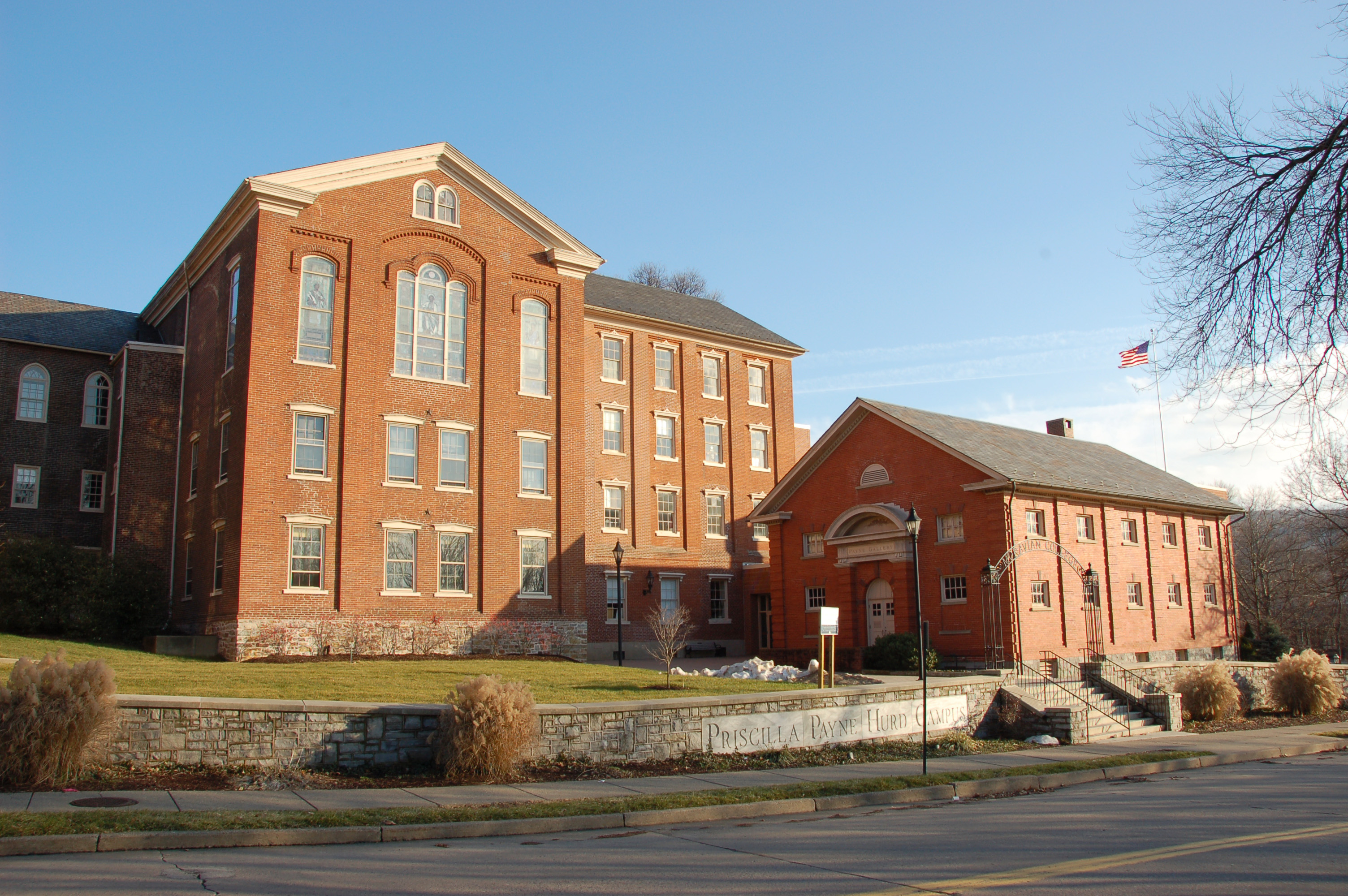
Budova Moravian College, teologického semináře založeného moravany roku 1742 v pensylvánské bratrské misijní osadě Bethlehem

V době panování císaře a českého krále Karla VI. došlo k zesílení rekatolizačního tlaku. Ženklavský rodák Christian David požádal roku 1721 mladého saského šlechtice Nikolause Ludwiga Zinzendorfa o pomoc pro moravské evangelíky, kteří se kvůli represím rozhodli pro odchod do exilu. Hned následujícího roku založili první exulanti z Moravy na jeho panství v Horní Lužici osadu, kterou pojmenovali Herrnhut (česky Ochranov). Náboženství bylo ústředním bodem budované herrnhutské identity. Nově vzniklá obec byla ale nábožensky velmi různorodá. Kromě vnitřních sporů zažívala i stoupající nedůvěru a nepřátelství ze strany saské luteránské církve, která nově příchozí považovala za sektáře. Za těchto podmínek se komunita rozhodla přihlásit se k tradici Jednoty bratrské, ačkoli se k této církvi původně hlásila jen malá část uprchlíků (zejména ze Suchdola nad Odrou). Veřejné přihlášení k dědictví Jednoty bratrské dalo herrnutské obci nový směr a zejména ji propůjčilo legitimitu a punc starobylosti. S luterány už nemuseli jednat z pozice nové sekty, nýbrž prastaré, kdysi uznávané církve. Díky tomu si exulanti mohli udržet nezávislost na luteránské církvi. Už od počátku lpěli na specifických věroučných prvcích, které je od luteránů značně odlišovaly, např. odmítali kostelní výzdobu, kněžské ornáty, užívání hostií. Hrabě Zinzendorf navázal kontakty s Danielem Arnoštem Jablonským, Komenského vnukem, jenž byl jedním ze dvou dosud žijících biskupů staré jednoty bratrské, působících v polském exilu. Ten pak vysvětil prvního ochranovského biskupa Davida Nitschmanna a poté i samotného Zinzendorfa. Tím byla herrnhutskému společenství předána biskupská posloupnost staré jednoty. Obnovená jednota bratrská proslula svými zámořskými misiemi a dnes je známa jako Moravská církev.

## Hudba
Jedním z důsledků české reformace, respektive jejího projevu v husitském hnutí, bylo zchudnutí církve v Čechách a na Moravě. Církev celkově, jak přežívající římská (pod jednou), tak nově kompaktáty definovaná česká (podobojí), přišla v důsledku husitských válek o velkou část svého majetkového zázemí a po dlouhá staletí bojovala s nedostatkem kněží. Církev neměla prostředky na vydržování kostelních zaměstnanců, mezi které patřili i profesionální zpěváci z řad kléru. V českém prostředí se tak objevil fenomén literátských bratrstev. Literátská bratrstva vznikala ve druhé polovině 15. století jako při městských kostelech působící laické pěvecké sbory. Bratrstva byla organizována podle vzoru řemeslnických cechů a zpravidla se zavazovala ke zpěvu ranních mší o nedělích a svátcích a ke zpěvu rorátů po celý advent. Významným hudebním interpretem v předhusitském i předbělohorském Česku však byly školy, resp. jejich žáci. Školy měly vůči místnímu kostelu množství zpěvních povinností.
Většina literátských bratrstev byla utrakvistická, vzniklo však i několik katolických bratrstev (např. v Českých Budějovicích nebo Plzni), vícero luteránských a z počátku 17. století je doloženo i literátské bratrstvo jednoty bratrské v Lipníku nad Bečvou. Literátská bratrstva přežila zákaz nekatolických církví za vlády Ferdinanda II., nadále působila v rámci římskokatolické církve a zanikla až rozhodnutím Josefa II. roku 1784.
Zatímco většina literátských bratrstev byla nositeli české renesanční polyfonie, českobratrské sbory provozovaly pouze jednohlasé skladby, neboť jednota bratrská vícehlas, pro jeho přílišnou okázalost a nesrozumitelnost textu, odmítala. Jsou však doloženy případy, že i v bratrských sborech byl polyfonní zpěv přes odpor starších trpěn.
Utrakvisté rozvíjeli již v 15. století český zpěv, byť latinu zcela neopustili. V 16. století vznikaly nákladné graduály, tedy společné velkoformátové rukopisné zpěvníky literátských kůrů, obsahující antifony a další propria pro jednotlivé neděle a svátky církevního roku. Čeští bratři a luteráni nahradili liturgické antifony písněmi, často vlastními, které nově složili. Specifickým výplodem české reformace, zejména utrakvistického prostředí, jsou tzv. „staročeské“ roráty, bohatá sbírka adventních mešních zpěvů.
Jediným dochovaným rozsáhlejším pramenem liturgického zpěvu v češtině je Jistebnický kancionál, který vznikl nejpozději kolem roku 1430. Kromě písní obsahuje česky psané chorály ke mši i bohoslužbu hodinek a několik vícehlasých zpěvů. Je pravděpodobné, že rukopis vznikl pro potřeby školy v místě, kde liturgické novoty nebudily odpor a kde stále fungoval institucionalizovaný liturgický provoz. Zdá se ale, že kancionál přes svůj lidový jazyk nebyl určen k obecnímu lidovému zpěvu. Graduály z rané éry literátských bratrstev kolem roku 1500 jsou latinské, přesto však český repertoár Jistebnického kancionálu neupadl v zapomnění, jak dokazuje zápis jeho části do Kolínského kancionálu kolem roku 1517. Hlavní vlna překládání liturgických zpěvů do češtiny nastala po roce 1540 pro potřeby utrakvistických literátských bratrstev. Utrakvistické zpěvníky druhé poloviny 16. století jsou už většinou české, ačkoli si latina stále zachovávala své místo v určitých hudebních žánrech a latinská tvorba byla také značně podporována tam, kde se do bohoslužebného zpěvu zapojovala místní latinská škola.
Jednota bratrská užívala během svých shromáždění i ve své písňové tvorbě výhradně mateřský jazyk, tj. češtinu nebo němčinu (zejm. na severní Moravě).

## Liturgická praxe

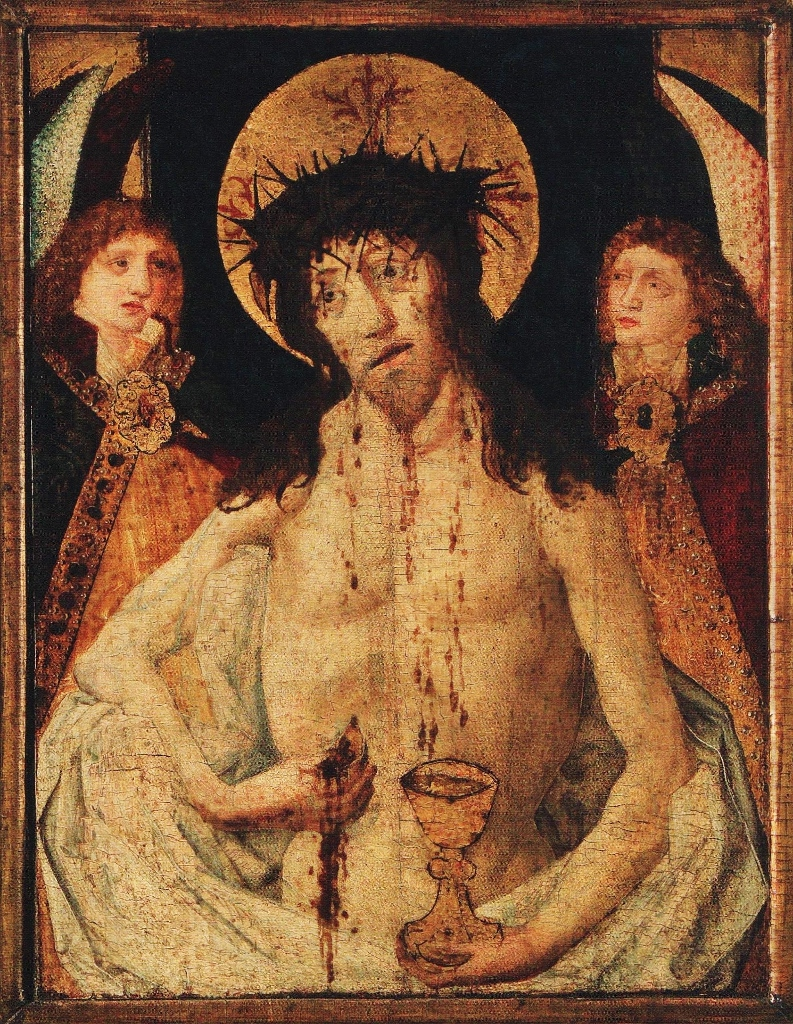
Andělská pieta s eucharistickým Kristem Bolestným, obraz zhotovený kolem roku 1470 pro hlavní utrakvistický kostel Matky Boží před Týnem v Praze. Kristus jednou rukou vyjímá z rány v boku hostii a druhou drží kalich se svou krví; sám se tak podává věřícímu ve svátosti oltářní pod obojí způsobou.

Bohoslužba v době české reformace (15. století) předjímala mnoho prvků, které později figurovaly v reformaci 16. století, přesto zde byly odlišnosti. České reformní hnutí začalo požadavkem častého přijímání svátosti oltářní, to byl sice i Lutherův nebo Kalvínův ideál, ale u luteránů, kalvinistů a anglikánů se časté přijímání jako součást běžné církevní praxe více prosazovalo až v 19. a 20. století. Přijímání podobojí, symbol české reformace, bylo v reformačních církvích 16. století zavedeno velmi rychle a národní jazyk si své místo v reformačních liturgiích našel dokonce snáze než v Čechách. Naopak přijímání dětí, které utrakvismus viděl v jasném teologickém souladu s učením o křtu i s častým přijímáním podobojí, v církvích vzešlých ze světové reformace nezískalo podporu.
Možná největší rozdíl, který lze spatřovat mezi českou a německou reformací, je klid, s jakým ke změnám liturgického života v českém prostředí došlo. Ačkoli utrakvismus zásadně měnil bohoslužebnou praxi, udržel si loajalitu naprosté většiny obyvatelstva. Změna liturgie byla a je citlivá v každé době, proto je jedinečné a nanejvýš pozoruhodné, že zavedení častého přijímání, laického kalicha, dětského přijímání i národního jazyka do bohoslužeb bylo možné v Čechách uskutečnit s podporou velké většiny obyvatel, a to i dokonce za cenu křížových výprav a obrovského vnějšího tlaku na návrat ke starým tradicím.
Utrakvistická bohoslužba zachovávala strukturu katolické mše, ale po vzoru husitském a posléze pod tlakem luteránů postupně počešťovala některé části ordinária. Mši v českém jazyce propagoval už Jeroným Pražský, který sám do češtiny přeložil přinejmenším její nejposvátnější část, slova proměnění, což mu bylo při procesu v Kostnici silně vyčítáno. Pražská synoda 28. září 1418 nařídila zpívat epištolu a evangelium při mši v lidovém jazyce, zbytek mše však doporučovala sloužit latinsky, aby se předcházelo pohoršení. Jistebnický kancionál z dvacátých let 15. století jako v evropském měřítku zcela ojedinělý pramen však jasně svědčí o tom, že existoval a nejspíše byl tedy také na některých místech užíván překlad celé katolické liturgie do češtiny. Čechy se tím staly první zemí v západním křesťanstvu, která prolomila výhradní postavení latiny v liturgii, a předjímala tak pozdější liturgické reformy.

## Úcta ke svatým
Jelikož česká reformace nebyla vnitřně sjednoceným hnutím, měly různé její proudy ke světcům různý vztah. Tento vztah se navíc během let proměňoval také v rámci jediné skupiny. Některé radikální husitské proudy odmítaly úctu ke světcům úplně, umírněnější proudy ji ale nezamítaly. Důležité postavení si i po husitských bouřích udržel zejména svatý Václav, hlavní český zemský patron. Roku 1436 zpečetil svatováclavský chorál vyhlášení kompaktát. Kutnohorská mírová smlouva z roku 1485 měla vejít v platnost na svátek svatého Václava. Pro radní síň Staroměstské radnice byla zhotovena nová socha svatého knížete. Svatý Václav zůstal předním patronem pražské utrakvistické univerzity, na jejíž pečeti se nadále objevoval. V utrakvistických liturgických knihách se svátek svatého Václava vždy připomínal, svátky jiných světců však byly často opomíjeny, z českých patronů byla nejčastěji opomíjena svatá Ludmila. O zemské patrony se utrakvisté přeli s katolíky, přičemž se jejich spory točily kolem otázky, zda byli čeští světci utrakvisté, zda přijímali pod obojí. Pod vlivem světové reformace v průběhu druhé poloviny 16. století ztráceli čeští patroni stále více svůj náboženský význam a stávali se pouhými postavami národní historie. Je zajímavé, že úpadek kultu svatých lze zaznamenat též u českých katolíků. Jen kult svatého Václava si dokázal pevněji udržet příznivce, a to dokonce i mezi lutersky smýšlejícími utrakvisty.
Zatímco postupem času slábl kult tradičních zemských patronů, stále větší úctě se těšili kostničtí mučedníci Jan Hus a Jeroným Pražský. Kult Jana Husa se v utrakvistickém prostředí začal vyvíjet už záhy po jeho upálení. Ještě na konci 15. století Hus spíše jen doplňoval pantheon starších českých světců, postupně se však jeho kult stále více prosazoval, až se stal pro utrakvisty nejvýznamnějším českým světcem. V úctě ke světcům se utrakvistická církev příliš nelišila od římské. Obě církve liturgicky slavily svátky všech českých světců, utrakvisté však k nim na rozdíl od katolíků počítali také svatého Jana Husa.
Česká reformace přinesla v Čechách 15. století citelný úpadek mariánského kultu. Radikálové táborského ražení odmítali i modlitbu Zdrávas Maria, neslavili mariánské svátky a stejně jako valdenští tvrdili, že Maria měla vedle Ježíše i další děti. Třebaže konzervativní kališníci mariánskou úctu neodmítali, neměla v žádném případě zastiňovat úctu k Ježíši Kristu. Až v jagellonské době se kult Panny Marie začal opět vzmáhat, a to zejména v řadách římské církve v rámci sebevymezování vůči reformačním proudům. I tak však mariánská tematika nebyla v náboženských obrazech v Čechách zastoupena ani zdaleka tolik jako například v renesanční Itálii.